# Mosh

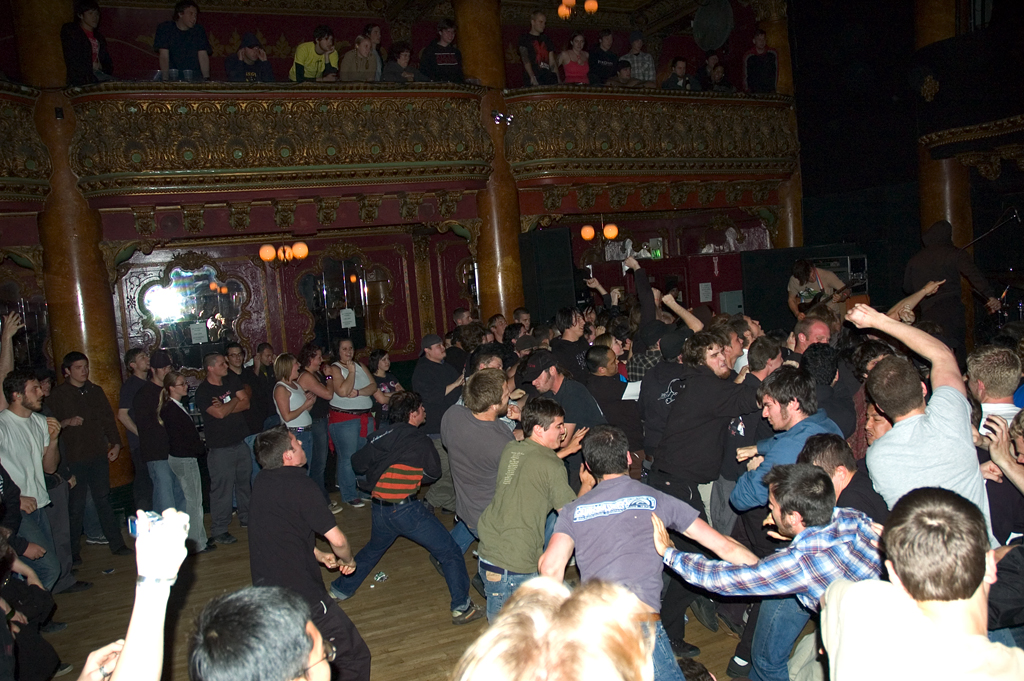
Ejemplo de Pogo (baile)

El Pogo, moshing, Mosh kryss, pogo o slam, es un tipo de baile donde sus participantes nadan sobre la marea de gente, hacen acrobacias y giros unos sobre las manos y cabezas de  otros en un recital generalmente de música pesada, y sobre todo las derivadas del punk o del rock, asociada con estilos más "agresivos" como el hardcore punk, el  Minimal wave, el Dubstep, el thrash metal, el Hardstyle, el Hardcore techno, el death metal, el Emotional hardcore, el Garage rock, el Acid house, el metalcore, el groove metal, Electroclash, el Coldwave, Dance-punk, el Dark-ambient, el Jungle, el Cybergoth, el Reggaestep, el dark-etéreo, el Electro Gothic, el Aggrotech, el Electro gore, el Digital rock, el Electro dark, el Grunge, el EBM, el black metal, la Música trance, el Underground, o el Electropunk, mencionándose solo algunos. Su invención se atribuye a Sid Vicious, bajista de Sex Pistols, durante un concierto de la banda Bembex Kollective, antes de formar parte de la misma. Al parecer, en dicho concierto no había escenario, y la banda tocaba al mismo nivel que el público, y como parte del público no podía ver nada, comenzaron a saltar para poder verlos, empujando bruscamente a los integrantes del Bromley Contingent (grupo de jóvenes que asistía a todos los recitales de Sex Pistols en los comienzos de la banda), a quienes odiaban porque estaban casi siempre delante. 
Fue originado por la banda de hardcore punk Bad Brains, más específicamente por su vocalista, H.R. (Paul Hudson). Originariamente se hacía justo enfrente del escenario de los conciertos de Música punk, o en los de sus subgéneros musicales, como el hardcore punk, pero desde entonces se ha extendido a otros géneros, incluso a las pistas de baile. La etiqueta del pogo, frecuentemente, incluía ayudar a aquellos que se caen, y aunque el moshing, no intenta derribar al otro (necesariamente) ha ganado popularidad en las escenas del thrash metal, nu metal, groove metal y grindcore por la idea del estremecer al miedo de caer. En finés el verbo moshata, que significa to mosh en inglés, 'golpear' en español, se refiere tanto a golpear como a mover la cabeza, siendo este último el significado más común dado por el headbanging.
El mosh se realiza de forma diferente dependiendo del género musical. En el metalcore es en donde el mosh se convierte a veces en peleas con patadas y golpes (también conocido como "hardcore dancing"). El mosh en el punk; slam, o pogo es diferente. Se involucran más los empujones con brazos estirados con menos golpes intencionales. Comúnmente consta de hacer un ciclón donde todos siguen el mismo curso, saliendo algunos disparados por empujones. Siendo un movimiento más uniforme, permite que las personas que no quieran participar de este se alejen. En la escena metallic hardcore, suele darse de manera brutal donde todos los insertos en el mosh pit rebotan y chocan entre sí, formando círculos de mosh o algún death wall para salir disparados, o incluso algunas bandas permiten al público subirse al escenario y lanzarse de ahí en picada al público (stage diving). Es indispensable no usar gafas al entrar al espacio abierto, ya que es inminente una posible lesión en los ojos, lo que puede conllevar, en el peor de los casos, a una ceguera permanente.
Las variables en el Pogo/Mosh dependen de la intensidad sonido/melodía, pero también de la banda, el Dj, el Género musical y cultura donde se realice el acto; algunas veces fueron aplicados en “TomorrowLands” de Dj, como: David Guetta,Calvin Harris, Diplo, Skrillex, The Blessed Madonna o el actual DJ más buscado en Spotify Y También En Youtube; en la actualidad Marshmello. 
Su matiz más común es el wall of death, que consiste en dividir el público en dos mitades que esperan la señal de la banda, por lo general, para chocar.
En su mayoría, el tipo de personas que hacen estos bailes se identifican con la cultura underground, la Anarquía y/o al movimiento punk, o a sus derivados, como son las subculturas propias de ellas; ya que estas se han enraizado con el transcurrir del tiempo; en las cuales su intención por lo general es la protesta, suelen hacerlo presencialmente, así como también, utilizando como medio a la música, convirtiendo la suya en música protestante, manifestante o demandante.También es muy característico por gran parte de ellos, su rechazo hacia la Prensa basura por ser sensacionalista, direccionalista, farandulera, manipuladora, constringente, mediática, etc. Ya sea que cuente alguna, con una, varias, o todas estas características.

## En Argentina
- MOSH es "nadar sobre la gente" a diferencia de otros entendimientos de esta denominación.
- SLAM es "eyectarse sobre la gente".